# دهستان گوهران (خوی)
دهستان گوهران یکی از دهستان‌های بخش مرکزی شهرستان خوی است. از روستاهای این دهستان می‌توان از گوهران، سعید آباد، شوراب، پکاجیک، امینه‌ده، حاشیه‌رود، کردنشین، سرابدال، قره‌شعبان نام برد.

## جمعیت
براساس سرشماری مرکز آمار ایران در سال ۱۳۹۵، جمعیت این دهستان برابر با ۱۱٬۱۶۱ نفر (۳٬۳۷۵ خانوار) بوده‌است. 